# Kordieryt

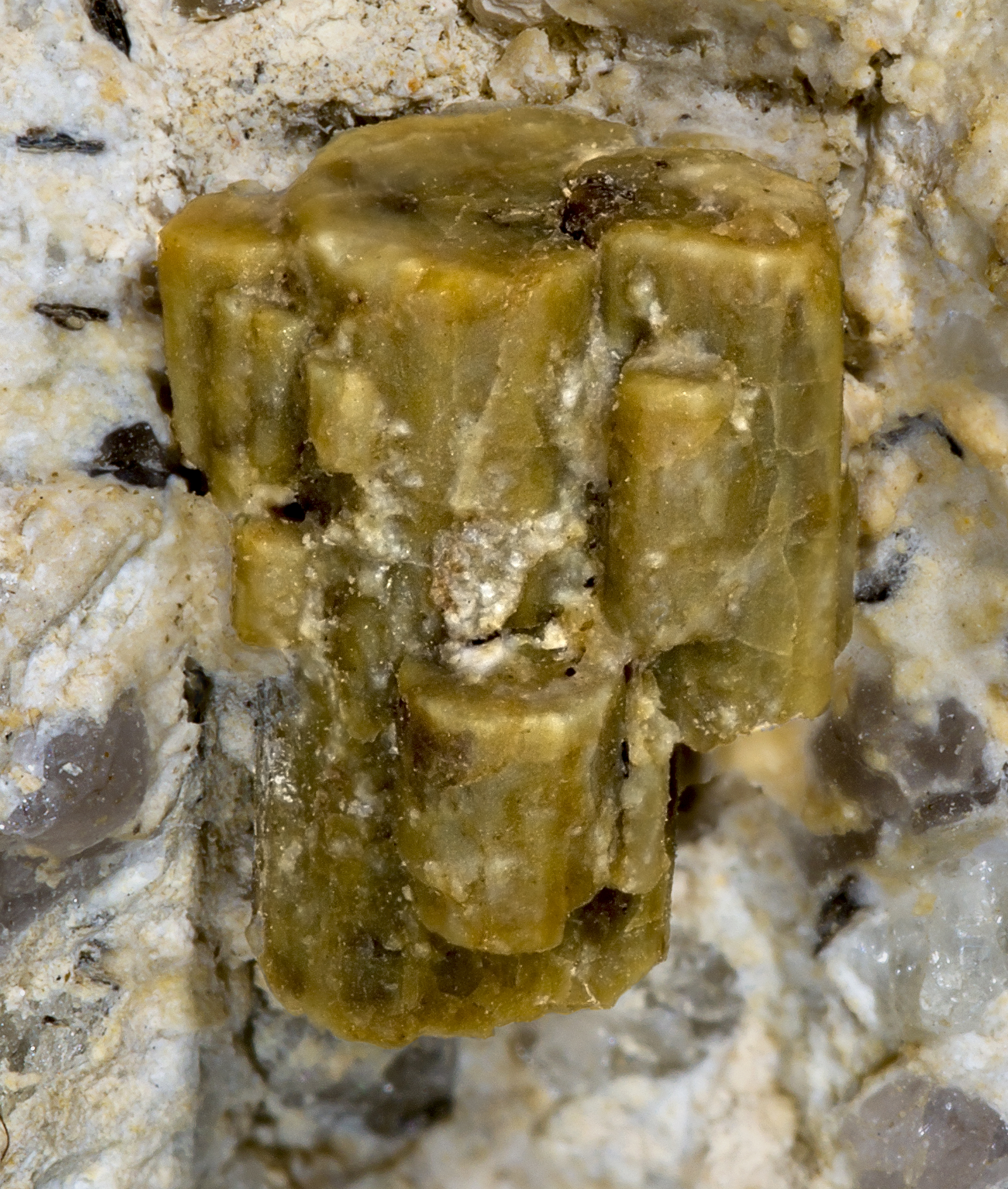
Roccastrada, Włochy.

Kordieryt (nazywany także: ijolit, dichroit) – minerał z gromady krzemianów z grupy krzemianów pierścieniowych. Należy do minerałów rzadkich.
Nazwa minerału wywodzi się od nazwiska Louisa Cordiera (1777–1861), francuskiego geologa, który jako pierwszy zajmował się badaniem kordierytu, odkryty w 1813 roku. Nazwy synonimów pochodzą od greckich słów ion – „fiołek” i dichroos – „dwubarwny”.

## Charakterystyka

### Właściwości
Kordieryt tworzy kryształy o pokroju słupkowym, przeważnie ma postać pseudoheksagonalnych, sześcio- i dwunastobocznych słupów, często zbliźniaczenia. Tworzy skupienia ziarniste, zbite oraz luźnych ziarn. Jest minerałem kruchym, o muszlowym lub nierównym przełamie oraz szklistym lub tłustym na powierzchni przełamania połysku. Cechuje się łupliwością w trzech kierunkach – w jednym kierunku wyraźną i w dwóch niewyraźną łupliwością. Kordieryt jest barwy niebieskiej, a także szaroniebieskiej, czerwonej, rzadziej jest zielonawy, żółtawy, brązowy i bezbarwny. Wykazuje bardzo silny pleochroizm o obserwowalnych barwach: żółtej, niebieskiej, fioletowej. Niektóre kryształy wykazują tęczową iryzację a także efekt kociego oka i asteryzmu. 

### Występowanie
Stanowi składnik skał metamorficznych, wytworzonych w przemianach regionalnych (gnejsów, granitognejsów, łupków) lub kontaktowych (Hornfelsów). Może występować w niektórych skałach magmowych (granitach) oraz w formie otoczaków w osadach aluwialnych. Współwystępuje z andaluzytem, sillimanitem, turmalinem, granatem, kwarcem, skaleniami, hematytem, apatytem, cyrkonem, pirotynem, spinelem, korundem.
Należy do minerałów rzadkich. Występuje w Sri Lance, Madagaskarze, Birmie, Indiach (Madras), USA (Connecticut, Handdam), Kanadzie (rejon Wielkiego Jeziora Niewolniczego), Brazylii (Minas Novas), Tanzanii (Babati), Namibii (Karasburg), Japonii, Australii, Niemiec (Bodenmais, Waldheim), Norwegii (Kragerö, Tvedestrand), Szwecji (Näverberg, Falun), Finlandii (Orijärvi), Islandii, Włoch, Hiszpanii (przylądek Gata), Francji, Czech (Vanov, Jihlava). W Polsce kordieryt występuje w kontaktowych hornfelsach osłony granitu Karkonoszy i w intruzji kłodzko-złotostockiej.

### Zastosowanie
- ceniony[przez kogo?] kamień kolekcjonerski i jubilerski,
- tzw. kompas wikingów – dzięki własnościom pleochroicznym był używany przez żeglarzy do ustalania pozycji słońca przy zachmurzonym niebie[5]; kordieryt zastosowany jest również w tzw. kompasie zmierzchu, stosowanym w lotnictwie, którego istotnym elementem jest filtr polaryzacyjny, przyrząd ten umożliwia określenie położenia słońca po jego zachodzie, na podstawie zmian polaryzacji błękitu nieba wraz z kierunkiem obserwacji, pozwala znaleźć położenie słońca z dokładnością do 2,5°, nawet jeśli znajduje się ono 7° poniżej linii widnokręgu.